# قوزلو (أوجان الشرقي)
قوزلو (بالفارسية: قوزلو) هي منطقة سكنية تقع في إيران في قسم أوجان الشرقي الريفي. يقدر عدد سكانها بـ 262 نسمة .